# Лохвицкий спиртовой комбинат
Лохвицкий спиртовой комбинат (укр. Лохвицький спиртовий комбінат) — предприятие пищевой промышленности в городе Заводское Лохвицкого района Полтавской области.

## История

### 1932—1991 годы
Строительство спиртового завода началось в 1932 году в соответствии со вторым пятилетним планом развития народного хозяйства СССР, в 1934 году он был введён в эксплуатацию, в 1937 году — преобразован в спиртовой комбинат.
Во время Великой Отечественной войны комбинат серьёзно пострадал в ходе боевых действий и немецкой оккупации. В 1944—1949 гг. комбинат был восстановлен и вновь введён в эксплуатацию. В дальнейшем, предприятие было расширено и реконструировано, большинство производственных процессов было механизировано.
По состоянию на начало 1981 года, комбинат входил в число ведущих предприятий спиртовой промышленности СССР и являлся единственным предприятием в СССР, производившим ацидин. Основной продукцией комбината являлся этиловый спирт-ректификат высшей очистки, также комбинат производил пекарские дрожжи, ацидин, сжиженную двуокись углерода, глютаминовую кислоту и упаренную барду.
В советское время комбинат входил в число крупнейших промышленных предприятий города, на балансе находились объекты социальной инфраструктуры и жилые дома.

### После 1991 года
После провозглашения независимости Украины комбинат стал крупнейшим предприятием спиртовой промышленности на территории Украины.
В марте 1995 года Верховная Рада Украины внесла комбинат в перечень предприятий, приватизация которых запрещена в связи с их общегосударственным значением.
После создания в июне 1996 года государственного концерна спиртовой и ликеро-водочной промышленности «Укрспирт», комбинат был передан в ведение концерна «Укрспирт».
В январе 2000 года Кабинет министров Украины разрешил заводу производство компонентов для моторного топлива, в июле 2000 года была утверждена государственная программа «Этанол», предусматривавшая расширения использования этилового спирта в качестве энергоносителя, вместе с другими государственными спиртзаводами комбинат был включён в перечень исполнителей этой программы.
В 2005 году руководство комбината приняло решение о сокращении непроизводственных расходов, вопросы отопления и электроснабжения жилого фонда были переданы городским коммунальным предприятиям.
14 января 2007 года в связи с сокращением государственного заказа на спирт комбинат временно остановил производство. Начавшийся в 2008 году экономический кризис осложнил положение предприятия. В феврале 2009 года комбинат начал промышленное производство компонента моторного топлива КМТА для бензина «Био-100» в объёме 10 тыс. декалитров (что обеспечивало возможность производства 80 тонн бензина «Био-100») в сутки, но положение предприятия осталось сложным.
В июле 2010 года государственный концерн «Укрспирт» был преобразован в государственное предприятие «Укрспирт», комбинат остался в ведении ГП «Укрспирт».
К концу 2010 года комбинат стал банкротом и одним из крупнейших должников по заработной плате среди предприятий Полтавской области. В 2012—2013 годы положение комбината оставалось сложным.